# دستگرد مهراوران
دستگرد مهراوران روستایی از توابع بخش گرکن جنوبی شهرستان مبارکه در استان اصفهان ایران است. تا قبل از انقلاب این روستا به نام دستگرد حاج علی عسگر معروف بود. دستگرد ریشه ساسانی دارد و در زبان ساسانی به مناطقی سرسبز و خوش  آب و هوا که جزو دارایی شاه بود گفته می‌شود.

## جمعیت
این روستا در دهستان گرکن قرار دارد و براساس سرشماری مرکز آمار ایران در سال ۱۳۸۵، جمعیت آن ۱٬۰۰۴ نفر (۲۷۳خانوار) بوده‌است.